# Масса в специальной теории относительности
Масса в специальной теории относительности имеет два значения: инвариантная масса (также называемая массой покоя) — это инвариантная величина, которая одинакова для всех наблюдателей во всех системах отсчёта; и релятивистская масса, которая зависит от скорости наблюдателя. Согласно концепции эквивалентности массы и энергии, инвариантная масса эквивалентна энергии покоя, в то время как релятивистская масса эквивалентна релятивистской энергии (также называемой полной энергией).
Термин «релятивистская масса» обычно не используется в физике элементарных частиц и ядерной физике, и его часто избегают авторы специальной теории относительности в пользу обозначения релятивистской энергии тела. Использование понятия «инвариантная масса» обычно предпочтительнее энергии покоя. Измеримая инерция и искривление пространства-времени телом в данной системе отсчёта определяется его релятивистской массой, а не инвариантной. Например, фотоны имеют нулевую массу покоя, но вносят вклад в инерцию (и вес в гравитационном поле) любой системы, которая их содержит.

## Масса покоя
Термин масса в специальной теории относительности обычно относится к массе покоя объекта, которая представляет собой ньютоновскую массу, измеренную наблюдателем, движущимся вместе с объектом. Инвариантная масса — это альтернативное название массы покоя одиночных частиц. Более общая инвариантная масса (рассчитанная по более сложной формуле) примерно соответствует «массе покоя» «системы». Таким образом, инвариантная масса — это естественная единица массы, используемая для систем, которые рассматриваются из их системы центра масс (СЦМ), как при взвешивании любой замкнутой системы (например, баллона с горячим газом), что требует проведения измерения в системе центра масс, где система не имеет чистого импульса. В таких условиях инвариантная масса равна релятивистской массе (обсуждается ниже), которая представляет собой полную энергию системы, делённую на c2 (квадрат скорости света).
Однако концепция инвариантной массы не требует связанных систем частиц. Таким образом, она также может быть применена к системам несвязанных частиц при относительном движении с высокими скоростями. Она часто используется в физике элементарных частиц для систем, состоящих из далеко удаленных друг от друга частиц высоких энергий. Если бы такие системы были получены из одной частицы, то вычисление инвариантной массы таких систем, которая является неизменной величиной, предоставит массу покоя родительской частицы (поскольку она сохраняется с течением времени).

## Релятивистская масса
Релятивистская масса — это суммарное количество энергии в теле или системе (делённое на c2). Таким образом, масса в формуле
{\displaystyle E=m_{\text{rel}}c^{2}\,}
это релятивистская масса. Для частицы конечной массы покоя m, движущейся со скоростью {\displaystyle v} относительно наблюдателя, можно найти
{\displaystyle m_{\text{rel}}={m \over {\sqrt {1-\displaystyle {v^{2} \over c^{2}}}}}} (см. ниже).
В системе центра масс {\displaystyle v=0}, а релятивистская масса равна массе покоя. В других системах отсчёта релятивистская масса (тела или системы тел) включает вклад «чистой» кинетической энергии тела (кинетической энергии центра масс тела) и тем больше, чем быстрее тело движется. Таким образом, в отличие от инвариантной массы, релятивистская масса зависит от системы отсчёта наблюдателя. Однако для одиночных систем отсчёта и для изолированных систем релятивистская масса также является сохраняющейся величиной. Релятивистская масса также является фактором пропорциональности между скоростью и импульсом,
{\displaystyle \mathbf {p} =m_{\text{rel}}\mathbf {v} } .
Второй закон Ньютона остаётся в силе в виде
{\displaystyle \mathbf {f} ={\frac {d(m_{\text{rel}}\mathbf {v} )}{dt}}.}
Когда тело излучает свет частоты {\displaystyle \nu } и длины волны {\displaystyle \lambda }, например фотон энергии {\displaystyle E=h\nu =hc/\lambda }, масса тела уменьшается на {\displaystyle E/c^{2}=h/\lambda c}, что некоторые интерпретируют как релятивистскую массу испускаемого фотона, поскольку он также несет {\displaystyle p=m_{\text{rel}}c=h/\lambda } . Хотя некоторые авторы представляют релятивистскую массу как фундаментальное понятие теории, было высказано мнение, что это неверно, поскольку основы теории относятся к пространству-времени. Есть разногласия по поводу того, является ли эта концепция педагогически полезной. Она просто и количественно объясняет, почему тело, подвергающееся постоянному ускорению, не может достичь скорости света, и почему уменьшается масса системы, излучающей фотон. В релятивистской квантовой химии релятивистская масса используется для объяснения сжатия электронных орбит в тяжёлых элементах. Понятие массы как свойства объекта из ньютоновской механики не имеет точного отношения к понятию относительности. Релятивистская масса не упоминается в ядерной физике и физике элементарных частиц, а обзор вводных учебников в 2005 году показал, что только 5 из 24 текстов использовали эту концепцию, хотя она по-прежнему широко используется в популяризациях.
Если неподвижная коробка содержит множество частиц, то в собственной системе отсчёта она весит тем больше, чем быстрее движутся частицы. Любая энергия в коробке (включая кинетическую энергию частиц) даёт прибавку к её массе, и таким образом относительное движение частиц вносит вклад в массу этой коробки. Но если сама коробка движется (движется её центр масс), то остаётся вопрос, следует ли включать в массу системы кинетическую энергию всего движения. Инвариантная масса вычисляется без учёта кинетической энергии системы (рассчитывается с использованием единственной скорости коробки, то есть её скорости центра масс), в то время как релятивистская масса вычисляется с учётом инвариантной массы плюс кинетическая энергия системы, которая рассчитывается по скорости центра масс.

## Релятивистская масса и масса покоя
Релятивистская масса и масса покоя являются традиционными понятиями в физике. Релятивистская масса соответствует полной энергии, это масса системы, измеряемая на весах. В некоторых случаях (например, в случае выше) этот факт остаётся верным только потому, что система в среднем должна находиться в состоянии покоя, чтобы её можно было взвесить (она должна иметь нулевой чистый импульс, то есть измерение производится в её системе центра масс). Например, если электрон в циклотроне движется по кругу с релятивистской скоростью, масса системы циклотрон + электрон увеличивается на релятивистскую массу электрона, а не на массу покоя электрона. Но то же самое верно и для любой закрытой системы, такой как электрон-и-коробка, если электрон внутри ящика отскакивает от стенок с большой скоростью. Только отсутствие полного импульса в системе (сумма импульсов системы равна нулю) позволяет «взвесить» кинетическую энергию электрона. Если бы электрон можно было остановить и взвесить или отправить каким-то образом за ним весы, то он бы не двигался относительно весов, и релятивистская масса и масса покоя для одиночного электрона снова были бы одинаковыми (и были бы уменьшенными). В общем случае, релятивистская масса и масса покоя равны только в системах, которые не имеют чистого импульса и центр масс системы находится в состоянии покоя; в противном случае они могут быть разными.
Инвариантная масса пропорциональна значению полной энергии в системе отсчёта, в которой объект как целое находится в состоянии покоя (как определено ниже в терминах центра масс). Вот почему инвариантная масса такая же, как масса покоя для одиночных частиц. Однако инвариантная масса также представляет собой измеренную массу, когда центр масс находится в состоянии покоя для систем из многих частиц. Эта специальная система отсчёта, которая называется системой отсчёта центра масс и определяется как Инерциальная система отсчёта, в которой центр масс объекта находится в состоянии покоя (другими словами это система отсчёта, в которой сумма импульсов частей системы равна нулю). Для составных объектов (состоящих из множества мелких объектов, часть которых находится в движении) и наборов несвязанных объектов (часть которых также может перемещаться), для того, чтобы релятивистская масса объекта была равна его массе покоя, покоиться должен только центр масс системы.
Так называемая безмассовая частица (например, фотон или теоретический гравитон) движется со скоростью света в любой системе отсчёта. В этом случае не происходит никакого преобразования, которое приведёт частицу в состояние покоя. Полная энергия таких частиц становится все меньше и меньше в системах отчёта, движущихся все быстрее и быстрее в одном и том же направлении. У таких частиц нет массы покоя, потому что их невозможно измерить в системе, в которой они бы находились в состоянии покоя. Это свойство отсутствия массы покоя и является причиной того, что эти частицы называют «безмассовыми». Однако даже безмассовые частицы имеют релятивистскую массу, которая зависит от их наблюдаемой энергии в различных системах отсчёта.

## Инвариантная масса
Инвариантная масса — это отношение четырехмерного импульса (четырехмерное обобщение классического импульса) к четырехмерной скорости:
{\displaystyle p^{\mu }=mv^{\mu }\,}
а также отношение 4-ускорения к четырёхсиле, когда масса покоя постоянна. Четырёхмерная форма второго закона Ньютона:
{\displaystyle F^{\mu }=mA^{\mu }.}

## Релятивистское уравнение энергии-импульса

Зависимость между массой покоя и E, заданная в 4-импульсных (p_{0}, p_{1}) координатах, где p_{0}c = E

Релятивистские выражения для E и p подчиняются релятивистскому соотношению энергия-импульса:
{\displaystyle E^{2}-(pc)^{2}=\left(mc^{2}\right)^{2}}
где m — это масса покоя или инвариантная масса системы, а E — полная энергия.
Уравнение справедливо и для фотонов, у которых m = 0:
{\displaystyle E^{2}-(pc)^{2}=0}
и поэтому
{\displaystyle E=pc}
Импульс фотона является функцией его энергии, но он не пропорционален скорости, которая всегда равна c.
Для покоящегося объекта импульс p равен нулю, поэтому
{\displaystyle E_{0}=mc^{2}\,\!} [верно только для частиц или систем с импульсом = 0]
Масса покоя пропорциональна только полной энергии в системе покоя объекта.
Когда объект движется, полная энергия выражается как
{\displaystyle E={\sqrt {\left(mc^{2}\right)^{2}+(pc)^{2}}}}
Чтобы найти форму импульса и энергии в зависимости от скорости, можно отметить, что 4-скорость, которая пропорциональна {\displaystyle \left(c,{\vec {v}}\right)}, является единственным четырёхвектором, связанным с движением частицы, так что, если существует сохраняющийся четырёхмерный импульс {\displaystyle \left(E,{\vec {p}}c\right)}, он должен быть пропорционален этому вектору. Это позволяет выразить отношение энергии к импульсу как
{\displaystyle pc=E{\frac {v}{c}}} ,
что приводит к соотношению между E и v :
{\displaystyle E^{2}=\left(mc^{2}\right)^{2}+E^{2}{\frac {v^{2}}{c^{2}}},}
Это приводит к
{\displaystyle E={mc^{2} \over {\sqrt {1-\displaystyle {v^{2} \over c^{2}}}}}}
и
{\displaystyle p={mv \over {\sqrt {1-\displaystyle {v^{2} \over c^{2}}}}}.}
эти выражения можно записать как
{\displaystyle E_{0}=mc^{2},}
{\displaystyle E=\gamma mc^{2},} и
{\displaystyle p=mv\gamma .}

где фактор {\displaystyle \gamma ={\frac {1}{\sqrt {1-{\frac {v^{2}}{c^{2}}}}}}.}
При работе в системе единиц, где c = 1, известная как система естественных единиц, все релятивистские уравнения упрощаются, а энергия, импульс и масса имеют одинаковое естественное измерение:
{\displaystyle m^{2}=E^{2}-p^{2}} .
Уравнение часто записывают в таком виде, потому что разница {\displaystyle E^{2}-p^{2}} — это релятивистская длина четырёхвектора энергии-импульса, которая связана с массой покоя или инвариантной массой. Когда m > 0 и p = 0, это уравнение снова выражает эквивалентность массы и энергии E = m .

## История концепции релятивистской массы

### Поперечная и продольная масса
Концепции, похожие на то, что сегодня называют «релятивистской массой», были разработаны ещё до появления специальной теории относительности. Например, в 1881 году Дж. Дж. Томсон признал, что заряженное тело труднее привести в движение, по сравнению с незаряженным. Эту мысль более подробно развил Оливер Хевисайд (1889 г.) и Джордж Фредерик Чарльз Сирл (1897 г.). Таким образом, электростатическая энергия имеет некий вид электромагнитной массы {\displaystyle m_{\text{em}}=(4/3)E_{\text{em}}/c^{2}}, которая может увеличивать нормальную механическую массу тел.
Затем Томсон и Сирл показали, что эта электромагнитная масса также увеличивается со скоростью. Далее это развил Хендрик Лоренц (1899, 1904) в рамках теории эфира Лоренца. Он определил массу как отношение силы к ускорению, а не как отношение количества движения к скорости, поэтому ему нужно было различать массу {\displaystyle m_{\text{L}}=\gamma ^{3}m} параллельно направлению движения от массы {\displaystyle m_{\text{T}}=\gamma m} перпендикулярно направлению движения (где {\displaystyle \gamma =1/{\sqrt {1-v^{2}/c^{2}}}} — Лоренц-фактор , v — относительная скорость между эфиром и объектом, c — скорость света). Только когда сила перпендикулярна скорости, масса Лоренца равна тому, что сейчас называется «релятивистской массой». Макс Абрахам (1902) назвал {\displaystyle m_{\text{L}}} продольной массой и {\displaystyle m_{\text{T}}} поперечной массой (хотя Абрахам использовал более сложные выражения, чем релятивистские выражения Лоренца). Итак, согласно теории Лоренца, ни одно тело не может достичь скорости света, потому что при этой скорости масса становится бесконечно большой.
Альберт Эйнштейн также первоначально использовал концепции продольной и поперечной массы в своей работе по электродинамике 1905 года (эквивалентной массам Лоренца, но с другой {\displaystyle m_{\text{T}}} с неудачным определением силы, которая позже была исправлена), и в другой статье 1906 г. Однако позже он отказался от концепции массы, зависящей от скорости (см. цитату в конце следующего раздела).
Точное релятивистское выражение (эквивалентное выражению Лоренца), связывающее силу и ускорение для частицы с ненулевой массой покоя {\displaystyle m} движущейся в направлении x со скоростью v и связанным с ним Лоренц-фактором {\displaystyle \gamma } является
{\displaystyle {\begin{aligned}f_{\text{x}}&=m\gamma ^{3}a_{\text{x}}&=m_{\text{L}}a_{\text{x}},\\f_{\text{y}}&=m\gamma a_{\text{y}}&=m_{\text{T}}a_{\text{y}},\\f_{\text{z}}&=m\gamma a_{\text{z}}&=m_{\text{T}}a_{\text{z}}.\end{aligned}}}

### Научно-популярная литература и учебники
Концепция релятивистской массы широко используется в научно-популярной литературе, а также в учебниках для старших классов и бакалавриата. Такие авторы, как Окунь и А. Б. Аронс, утверждали, что это архаично, сбивает с толку и не соответствует современной релятивистской теории. Аронс писал:
В течение многих лет было принято обсуждать динамику через вывод релятивистской массы, то есть соотношения масса-скорость, и это, вероятно, до сих пор является преобладающим методом в учебниках. Однако в последнее время все больше признается, что релятивистская масса — это проблематичное и сомнительное понятие. [См., например, Окунь (1989).]… Разумный и строгий подход к релятивистской динамике заключается в прямом развитии того выражения для импульса, которое обеспечивает сохранение импульса во всех системах отсчёта:
{\displaystyle p={m_{0}v \over {\sqrt {1-{\frac {v^{2}}{c^{2}}}}}}\!}

 а не через релятивистскую массу.
К. Алдер также пренебрежительно относится к массе в теории относительности. Он говорит, что «её введение в специальную теорию относительности было во многом исторической случайностью», отмечая широко распространённую формулу E = mc2 и то, как общественная интерпретация уравнения во многом повлияла на то, как её преподают в высших учебных заведениях. Вместо этого он полагает, что должно быть четко обозначено различие между массой покоя и релятивистской массой, чтобы учащиеся знали, почему масса должна рассматриваться как инвариантная «в большинстве дискуссий об инерции».
Многие современные авторы, такие как Тейлор и Уилер, вообще избегают использования концепции релятивистской массы:
Понятие «релятивистская масса» подвержено неправильному пониманию. Вот почему мы его не используем. Во-первых, он применяет название «масса», принадлежащее величине 4-вектора, к совершенно иному понятию - временной составляющей 4-вектора. Во-вторых, увеличение энергии объекта со скоростью или импульсом кажется связанным с некоторым изменением внутренней структуры объекта. На самом деле рост энергии со скоростью происходит не в объекте, а в геометрических свойствах самого пространства-времени. 
В то время как пространство-время имеет неограниченную геометрию пространства Минковского, пространство скоростей ограничено c и имеет геометрию гиперболической геометрии, где релятивистская масса играет роль, аналогичную роли ньютоновской массы в барицентрических координатах евклидовой геометрии. Связь скорости с гиперболической геометрией позволяет связать релятивистскую массу, зависящую от 3-скорости, с формализмом Минковского, построенного на 4-скоростях.